# Ajax (zoon van Oileus)

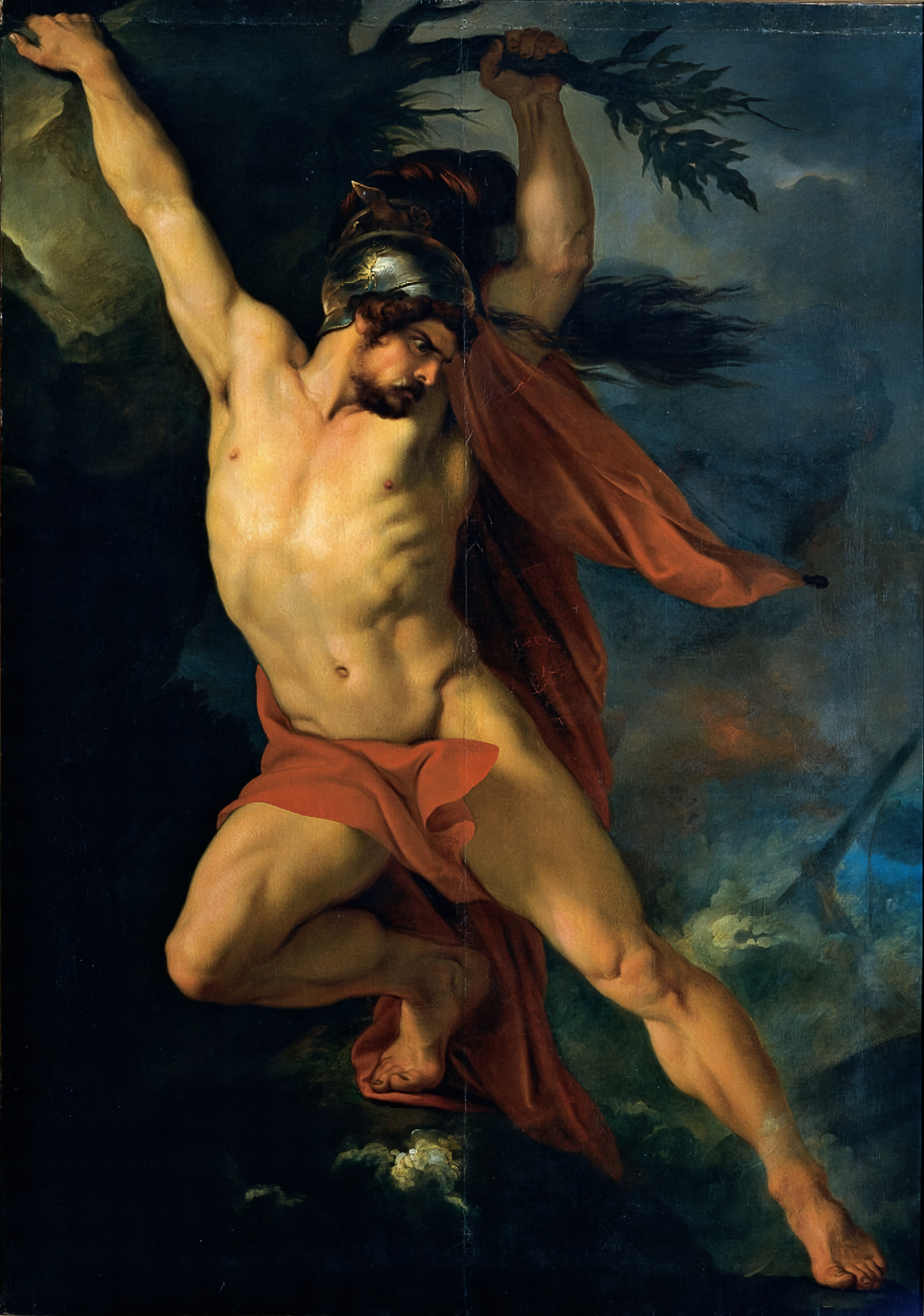
Ajax de Kleine, Francesco Sabatelli 1829

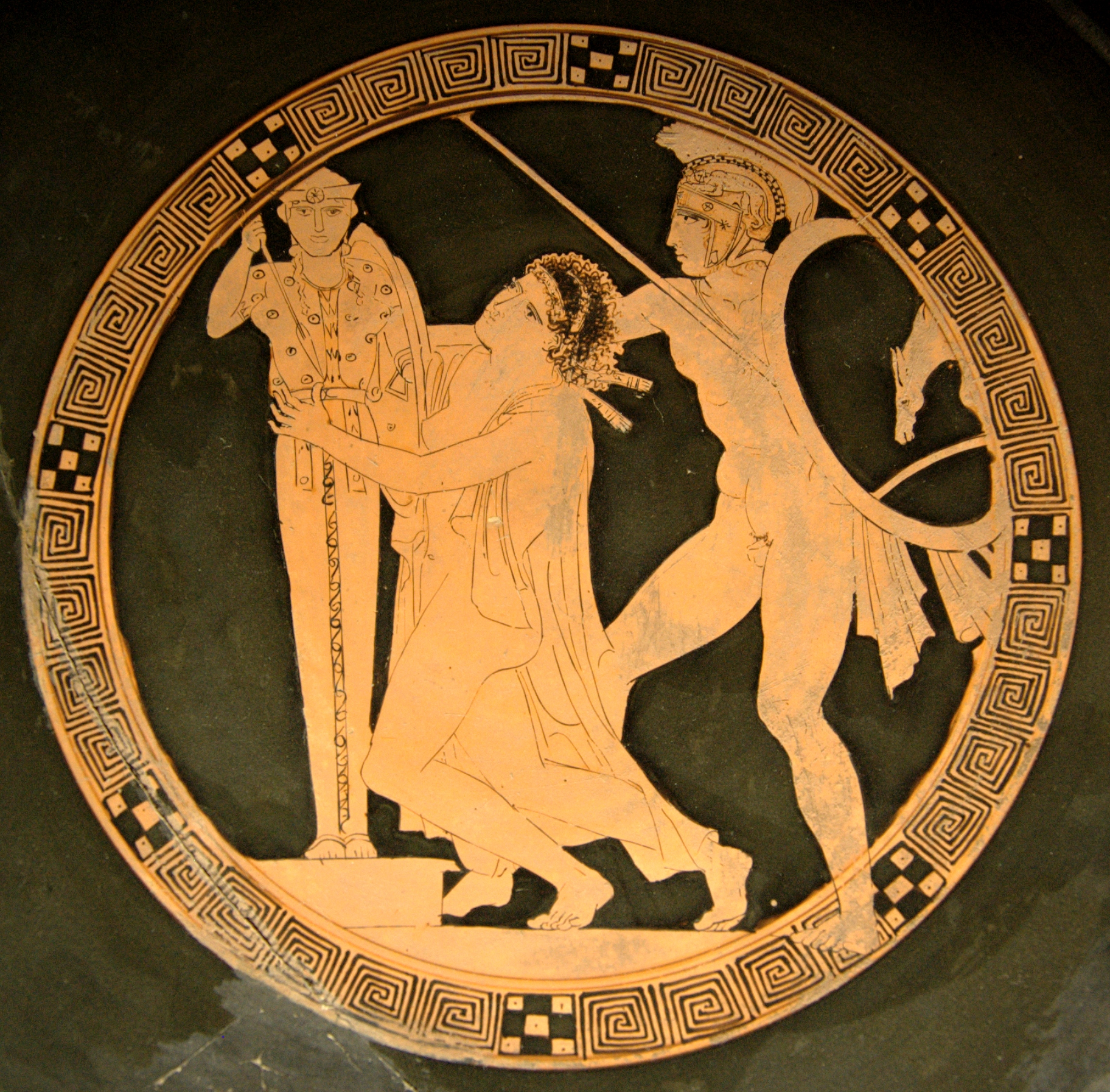
Kassandra zoekt bescherming bij (een standbeeld van) Athene als Aias "de Kleine" haar aangrijpt - 440-430 v.Chr.

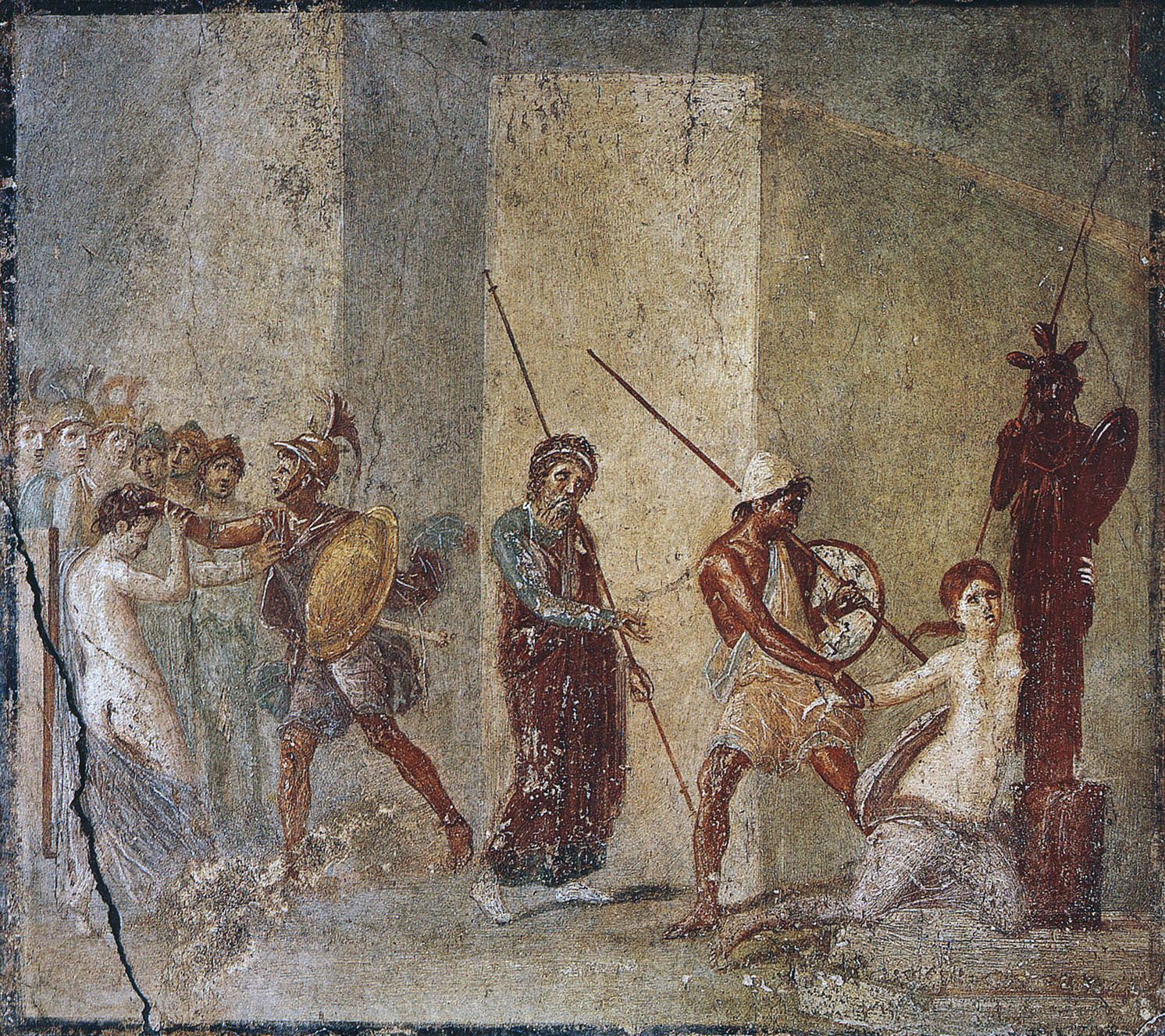
Dezelfde scène op een Romeinse muurschildering uit Pompeï

De kleine Ajax of Aias (Oudgrieks Αἴας / Aias, Latijn Ajax) was in de Griekse mythologie een zoon van Oïleus, vorst van Locris. Hij is een held in de Ilias van Homeros en treedt ook op in diens Odyssee, in de Aeneis van Vergilius en in Trojaanse vrouwen van Euripides.
Met de Grote Ajax, een andere held uit de cyclus rond de Trojaanse Oorlog, behoort hij tot de twee 'Aianten'.

## Leven
In de Trojaanse Oorlog vocht hij als boogschutter mee aan de Griekse zijde. Hij was beroemd om zijn snelheid in het lopen, waarin enkel Achilles hem overtrof. Bij zijn terugkeer naar zijn vaderland werd hij door Poseidon uit een zeestorm gered, maar toen hij daarop overmoedige taal uitsloeg, sloeg de zeegod het stuk rots waarop Aias zat in zee, waardoor hij verdronk.
Volgens een andere mythe sleurde hij tijdens de inname van Troje de zieneres Kassandra uit de tempel van Athena, waar zij tempeldienst verrichtte, om zich aan haar te vergrijpen. Als straf voor deze daad van heiligschennis werd hij door de godin met de dood gestraft: hij verdronk op zee.
De Romeinse dichter Vergilius geeft volgende beschrijving van zijn dood:
... Eigenhandig heeft zij Jupiters verzengende vuur uit de wolken geslingerd,
de schepen verstrooid en met windstoten de zeeën opgezweept.
De schurk zelf, nog vlammen brakend uit zijn doorboorde borstkas,
heeft zij in een windhoos opgetild en hem gespietst op een scherpe rots.
— Vergilius (vertaling Guy Debognies)

## Voetnoten
1. ↑  Aeneis, I.42-45

- Gemeinsame Normdatei: 118647482
- Système universitaire de documentation: 240425030
- Virtual International Authority File: 74646492